# Панасоник
Панасоник (на английски: Panasonic Corporation; на японски: パナソニック株式会社) е голяма японска машиностроителна корпорация, един от най-големите производители на битова техника и електронни изделия в света. Седалището на фирмата е в град Кадома, префектура Осака (Япония). През 2011 г. компанията заема 50-о място по обем на приходите в глобалния рейтинг на компаниите Fortune Global 500.
До 1 октомври 2008 г. се нарича Matsushita Electric Industrial Co., Ltd.. Името Panasonic (както и National, National Panasonic, Technics, Quasar) е било една от търговските марки на тази компания. Под това търговско име компанията продава плазмени и LCD дисплеи, DVD устройства и плеъри, Blu-ray Disc плеъри, камери, телефони, прахосмукачки, микровълнови печки, цифрови камери, батерии, лаптоп компютри, преносими CD-та, домашни кина.

## История
Компанията е основана през 1918 г. от Коносуке Мацушита с целта да продава двойни контакти за лампи. През 1920-те компанията редовно пуска на пазара нови продукти. През Втората световна война компанията държи фабрики в Япония и други части от Азия, които произвеждат електрически компоненти и устройства, като лампи, електромотори, електрически ютии, безжично оборудване и първите си електронни лампи.
След войната, Панасоник се прегрупира като кайрецу и започва да подпомага следвоенния бум в Япония с радиоустройства и велосипеди. Доведеният брат на Мацушита, Тошио Иуе, основава Саньо като подизпълнител за компоненти след войната. Впоследствие неговата компания се разраства и става конкурент на Панасоник, но през декември 2009 г. Панасоник я придобива.
През 1961 г. Мацушита заминава за САЩ, където се споразумява да започне да произвежда телевизори за американския пазар. През 1979 г. разраства бизнеса си и в Европа. От 1950-те до 1970-те години компанията използва марката National извън Северна Америка, където тя вече съществува. Невъзможността да се използва брандовото име National в САЩ довежда до създаването на марката Panasonic. През следващите няколко десетилетия Панасоник пуска на пазара още продукти, сред които черно-бели телевизори (1952), електрически пасатори (1953), хладилници (1953), уреди за готвене на ориз (1959), цветни телевизори и микровълнови печки (1966).
Компанията пуска качествен високоговорител на японския пазар през 1965 г. под името Technics. Тази линия висококачествени стереосистеми стават световноизвестни. През 1970-те и 1980-те години Панасоник продължава да произвежда висококачествена електроника за пазарни ниши.
През 1983 г. на пазара се появява Panasonic Senior Partner – първият напълно IBM PC-съвместим японски компютър. През 1983 г. Мацушита придобива американската медийна компания MCA Inc. за 6,59 млрд. долара.
През май 2012 г. Панасоник обявява намеренията си да придобие 76,2% от FirePro Systems – индийска компания, занимаваща се с решения за безопасност като пожарни аларми, пожарогасене, видеонаблюдение и управление на сгради.
В съответствие с прогнозите на компанията за загуби от 765 млрд. йени, на 5 ноември 2012 г. акциите ѝ падат до най-ниското им ниво от февруари 1975 г.
През октомври 2014 г. Панасоник обявява, че вече инвестира във фабриката за акумулатори на Тесла. През юни 2016 г. Тесла обявява, че Панасоник ще е единственият доставчик на акумулатори за своя автомобил Tesla Model 3. Акумулаторите за по-луксозните Model S и Model X SUV също ще бъдат предоставяни от Панасоник.

## Галерия
- Центърът за научно-развойна дейност на Панасоник в Япония.
- Фотоапарат Lumix S1R на Панасоник.
- Мобилен телефон на Панасоник.
- Телевизор на Панасоник от 1952 г.
- Полеви компютър Toughbook на Панасоник.